# Plegaderus dissectus
Plegaderus dissectus är en skalbaggsart som beskrevs av Wilhelm Ferdinand Erichson 1839. Plegaderus dissectus ingår i släktet Plegaderus och familjen stumpbaggar. Enligt den svenska rödlistan är arten nära hotad i Sverige. Arten förekommer i Götaland. Arten har tidigare förekommit på Gotland men är numera lokalt utdöd. Artens livsmiljö är skogslandskap. Inga underarter finns listade i Catalogue of Life.